# Tommaso Maria Martinelli

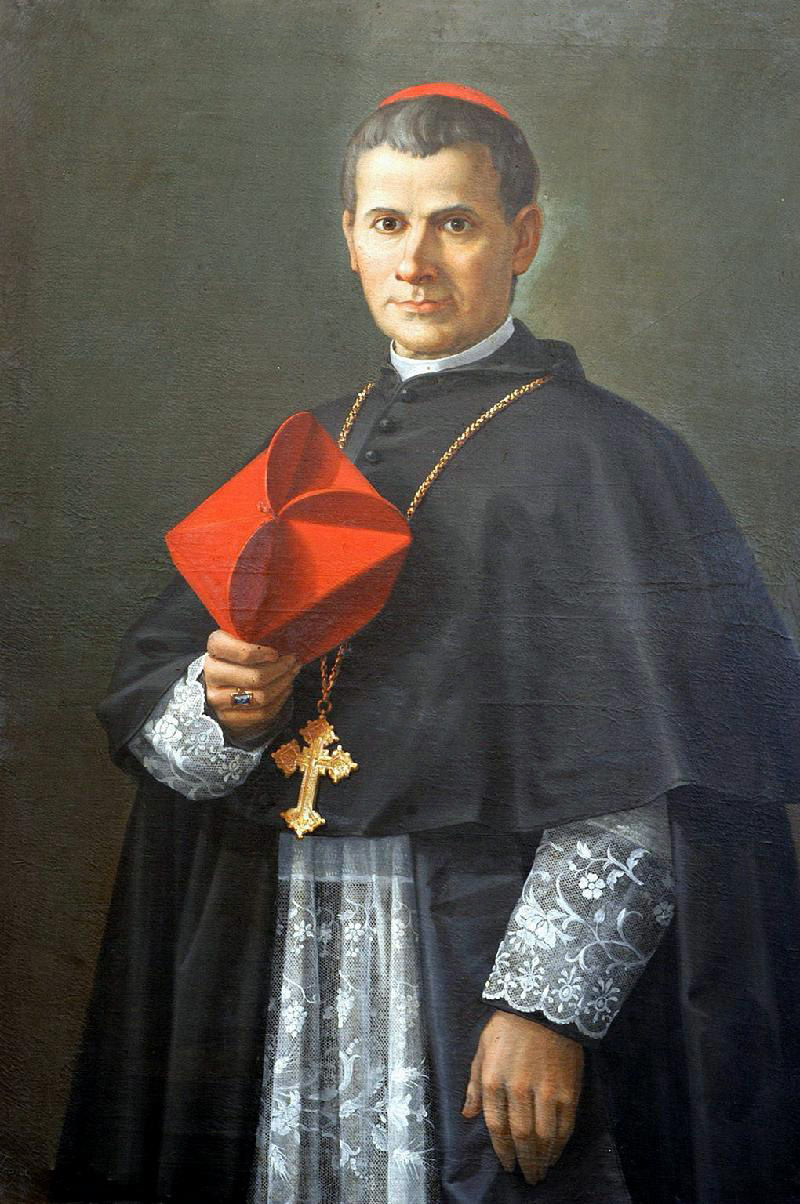
Tommaso Maria Kardinal Martinelli OESA (Gemälde von Tito Troja, 1884)

Tommaso Maria Martinelli OESA (* 4. Februar 1827 in Borgo Sant'Anna; † 30. März 1888 in Rom) war ein italienischer Kurienkardinal.

## Leben
Der Sohn von Cosma Martinelli und Maddalena Pardini trat mit 15 Jahren in Lucca in den Orden der Augustiner-Eremiten ein und legte am 19. April 1844 die zeitliche Profess ab. Sein wesentlich jüngerer Bruder Sebastiano Martinelli wurde später ebenfalls Augustinereremit, Geistlicher und Kardinal.
Martinelli empfing am 22. Dezember 1849 in Rom die Priesterweihe. Im Collegio Sant'Agostino in Rom war er als Lektor tätig. Er diente als Regens des Studiums und der Schule. Von 1856 bis zu seiner Berufung als ordentlicher Professor 1862 wirkte als außerordentlicher Professor für die Heilige Schrift an der Universität La Sapienza, wo er bis 1870 lehrte. Mit dem Generaloberen des Ordens besuchte er 1862 Belgien, Holland, Irland, Bayern und Böhmen. Er beriet im Jahre 1864 die Indexkongregation. Er nahm als Theologe am Ersten Vatikanischen Konzil von 1869 bis 1870 teil.
Am 22. Dezember 1873 nahm Papst Pius IX. Tommaso Maria Martinelli als Kardinaldiakon mit der Titeldiakonie San Giorgio in Velabro in das Kardinalskollegium auf. Am 12. März 1874 ernannte ihn derselbe Papst zum Präfekten der Studienkongregation. Am 17. September 1875 erfolgte seine Ernennung zum Kardinalpriester von Santa Prisca. Am 18. Oktober 1877 wurde Martinelli zum Präfekten der Ritenkongregation ernannt. Als Kardinal nahm er am Konklave von 1878 teil, das Papst Leo XIII. wählte. Martinelli leitete die Ritenkongregation bis zur Ernennung zum Präfekten der Indexkongregation am 15. Juli 1878. Als Kämmerer des Heiligen Kardinalskollegiums verwaltete er vom 15. März 1883 bis zum 24. März 1884 die Einkünfte, die dem Kollegium der Kardinäle insgesamt zustanden.
Am 24. März 1884 wurde er zum Kardinalbischof von Sabina erhoben. Die Bischofsweihe spendete ihm der Sekretär der Kongregation für die heilige römische und universelle Inquisition, Raffaele Kardinal Monaco La Valletta, am 30. März in der Kirche Sant’Agostino.
Am 30. März 1888 starb Kardinal Martinelli nach kurzer Krankheit in Rom im Alter von 61 Jahren. Sein Leichnam wurde in der Kirche Sant’Agostino aufgebahrt, wo am 4. April die kirchliche Begräbnisfeier stattfand. Kardinal Martinelli wurde in der Kapelle der Augustiner auf dem Friedhof Campo Verano beigesetzt.